# Venedictoffia flavicollis
Venedictoffia flavicollis là một loài bướm đêm thuộc phân họ Arctiinae, họ Erebidae.